# 北京理工大学秦皇岛分校
北京理工大学秦皇岛分校建于1984年，是北京理工大学直属分校。位于河北省秦皇岛市北戴河区育花路，负责北京理工大学少数民族学生预科教育和联合办学，是中国六个少数民族预科教育培养基地之一。目前校园占地面积为30余亩，建筑面积约13000余平方米。